# Cliff (album)
A Cliff című album Cliff Richard brit énekes és a The Drifters (később a The Shadows) legelső közös nagylemeze, amely 1959 áprilisában jelent meg az Egyesült Királyságban.

## Az album születése
A nagylemezt napokkal a Sheffield City Hallban megtartott koncert előtt rögzítették. Norrie Paramor, a lemez producere szerette volna megragadni az 50-es évek korai élő előadásainak hangulatát, de úgy, hogy az Abbey Road 2. stúdiójának kontrollált környezetében történjen a felvétel. Cliff Richard és a The Drifters meghívott közönség előtt játszott egy megemelt színpadon, amely alatt ott volt a kontroll-szoba.
Két, egymást követő éjszaka Richard kedvenc slágereit énekelte fel, beleértve a Whole Lotta Shakin’ Goin’ On-t (Jerry Lee Lewis dala, a Be-Bop-A-Lula-t (Gene Vincent dala), a Donna-t (Ritchie Valens amerikai énekes és dalszerző dala) és a That'll Be The Day-t (Buddy Holly dala).
Az eredmény az lett, hogy a nagylemez a brit LP-lista negyedik helyére került.

## Dalok listája
A oldal
| #  | Cím               | Szövegíró                           | Hossz |
| -- | ----------------- | ----------------------------------- | ----- |
| 1. | Apron Strings     | Aaron Schroeder, George David Weiss | 2:39  |
| 2. | My Babe           | L. Johnson                          | 2:20  |
| 3. | Down the Line     | Roy Orbison, Sam Philips            | 1:59  |
| 4. | I Got a Feeling   | Baker Knight                        | 1:48  |
| 5. | Jet Black         | Jet Harris                          | 2:13  |
| 6. | Baby I Don't Care | Jerry Leiber, Mike Stoller          | 2:08  |
| 7. | Donna             | Ritchie Valens                      | 3:06  |
| 8. | Move It           | Ian Samwell                         | 2:20  |

B oldal
| #  | Cím                          | Szövegíró                                | Hossz |
| -- | ---------------------------- | ---------------------------------------- | ----- |
| 1. | Ready Teddy                  | Robert A. Blackwell, John Marascalco     | 1:55  |
| 2. | Too Much                     | Lee Rosenberg, Bernard Weinman           | 2:15  |
| 3. | Don't Bug Me Baby            | Johnny Bragg, Leon Luallen               | 2:16  |
| 4. | Driftin'                     | Hank Marvin                              | 2:46  |
| 5. | That'll Be the Day           | Jerry Allison, Buddy Holly, Norman Petty | 2:09  |
| 6. | Be-Bop-A-Lula                | Tex Davis, Gene Vincent                  | 2:15  |
| 7. | Danny                        | Ben Weisman, Fred Wise                   | 2:52  |
| 8. | Whole Lotta Shakin’ Goin’ On | Sunny David, Dave Williams               | 3:00  |

## Helyezések
| Ország             | Helyezés |
| ------------------ | -------- |
| Egyesült Királyság | 4        |
| Amerika            | -        |
| Ausztrália         | -        |
| Új-Zéland          | -        |